# Владимировка (Черноморский район)
Влади́мировка (до 1945 года Бай-Кия́т; укр. Володимирівка, крымскотат. Bay Qıyat, Бай Къыят) — село в Черноморском районе Республики Крым, в составе Далёковского сельского поселения (согласно административно-территориальному делению Украины — Далёковского сельского совета Автономной Республики Крым).

## Население
| 2001 | 2014 |
| ---- | ---- |
| 368  | ↘262 |

Всеукраинская перепись 2001 года показала следующее распределение по носителям языка
| Язык             | Процент |
| ---------------- | ------- |
| русский          | 50.82   |
| крымскотатарский | 34.51   |
| украинский       | 14.67   |

### Динамика численности
| - 1806 год — 36 чел. - 1864 год — 22 чел. - 1889 год — 208 чел. - 1892 год — 143 чел. - 1900 год — 225 чел. - 1915 год — 306/18 чел. | - 1926 год — 309 чел. - 1939 год — 244 чел. - 1989 год — 388 чел. - 2001 год — 368 чел. - 2009 год — 319 чел. - 2014 год — 262 чел. |

## География
Владимировка — село на северо-востоке района, в степном Крыму, в 28 км на северо-восток от районного центра Черноморское, высота центра села над уровнем моря — 34 метра. Ближайшие населённые пункты — Северное в 3,8 км на северо-восток, Далёкое в 3,5 км на восток и Журавлёвка в 4,5 км на юго-восток. Расстояние до райцентра около 33 километров (по шоссе), ближайшая железнодорожная станция — Евпатория — около 66 километров. Транспортное сообщение осуществляется по региональной автодороге 35К-012 Черноморское — Воинка (по украинской классификации — Т-0107).

## Современное состояние
На 2016 год во Владимировке 4 улицы; на 2009 год, по данным сельсовета, село занимало площадь 34,8 гектара, на которой в 113 дворах числилось 319 жителей. Действуют сельский клуб, библиотека-филиал № 10, фельдшерско-акушерский пункт. Село связано автобусным сообщением с райцентром, Симферополем и соседними населёнными пунктами.

## История
Первое документальное упоминание села встречается в Камеральном Описании Крыма… 1784 года, судя по которому, в последний период Крымского ханства Кият входил в Мангытский кадылык Козловскаго каймаканства.
После присоединения Крыма к России (8) 19 апреля 1783 года, (8) 19 февраля 1784 года, именным указом Екатерины II сенату, на территории бывшего Крымского ханства была образована Таврическая область и деревня была приписана к Евпаторийскому уезду. После павловских реформ, с 1796 по 1802 год входила в Акмечетский уезд Новороссийской губернии. По новому административному делению, после создания 8 (20) октября 1802 года Таврической губернии, Бай-Кият был включён в состав Яшпетской волости Евпаторийского уезда.
По Ведомости о волостях и селениях, в Евпаторийском уезде с показанием числа дворов и душ… от 19 апреля 1806 года, в деревне, записанной как Коп-Кият, числилось 19 дворов, 36 жителей крымских татар и 8 ясыров. На военно-топографической карте генерал-майора Мухина 1817 года деревня Кият обозначена с 30 дворами. После реформы волостного деления 1829 года Бай-Кият, согласно «Ведомости о казённых волостях Таврической губернии 1829 года», остался в составе Яшпетской волости. На карте 1836 года в деревне (Бай-Кият или Коп-Кият) 24 двор, как и на карте 1842 года.
В 1860-х годах, после земской реформы Александра II, деревню приписали к Курман-Аджинской волости. Согласно «Памятной книжке Таврической губернии за 1867 год», деревня Коп-Кият была покинута жителями в 1860—1864 годах, в результате эмиграции крымских татар, особенно массовой после Крымской войны 1853—1856 годов, в Турцию и вновь заселена татарами. В «Списке населённых мест Таврической губернии по сведениям 1864 года», составленном по результатам VIII ревизии 1864 года, Коп-Кият — владельческая татарская деревня, с 7 дворами, 22 жителями и мечетью при колодцах. По обследованиям профессора А. Н. Козловского 1867 года, вода в колодцах деревни была пресная, а их глубина колебалась от 2 до 10 саженей (от 4 до 20 м). На трехверстовой карте Шуберта 1865—1876 года в деревне Бай-Кият обозначено 11 дворов. Согласно изданной в 1886 году «Справочной книжке о приходах и храмах Таврической епархии…» епископа Гермогена, в деревне Байкият проживало смешанное русско-татарское население.
В «Памятной книге Таврической губернии 1889 года», по результатам Х ревизии 1887 года, в деревне Бай-Кият числилось 39 дворов и 208 жителей. Согласно «…Памятной книжке Таврической губернии на 1892 год», в деревне Коп-Кият, входившей в Отузский участок, было 143 жителя в 27 домохозяйствах.
Земская реформа 1890-х годов в Евпаторийском уезде прошла после 1892 года, в результате Байкият (или Копкият) приписали к Агайской волости.
По «…Памятной книжке Таврической губернии на 1900 год» в деревне числилось 225 жителей в 36 дворах. По Статистическому справочнику Таврической губернии. Ч.II-я. Статистический очерк, выпуск пятый Евпаторийский уезд, 1915 год, в Агайской волости Евпаторийского уезда числились: деревня Байкият (она же Копкият) — 42 двора с татарским населением в количестве 306 человек приписных жителей и 18 — «посторонних», из которых 164 мужчины и 160 женщин. Жители владели 662 десятинами удобной земли. В хозяйствах имелось 236 лошадей, 16 волов, 47 коров и 600 голов мелкого скота; рыбный завод И. Кочубея (1 двор с немецким населением в количестве 8 человек приписных жителей и 18 — «посторонних») и греческая экономия — 1 двор, 5 приписных, 1 посторонний.
После установления в Крыму Советской власти, по постановлению Крымревкома от 8 января 1921 года № 206 «Об изменении административных границ» была упразднена волостная система и в составе Евпаторийского уезда был образован Бакальский район, в который включили село, а в 1922 году уезды получили название округов. 11 октября 1923 года, согласно постановлению ВЦИК, в административное деление Крымской АССР были внесены изменения, в результате которых округа были отменены, Бакальский район упразднён и село вошло в состав Евпаторийского района. Согласно Списку населённых пунктов Крымской АССР по Всесоюзной переписи 17 декабря 1926 года, в селе Бай-Кият (или Коп-Кият), Киргиз-Казацкого сельсовета Евпаторийского района, числилось 64 двора, все крестьянские, население составляло 309 человек, из них 250 татар, 35 немцев, 11 русских, 2 украинцев, 2 грека, 9 записаны в графе «прочие», действовала татарская школа. Согласно постановлению КрымЦИКа от 30 октября 1930 года «О реорганизации сети районов Крымской АССР», был восстановлен Ак-Мечетский район (по другим данным 15 сентября 1931 года) и село включили в его состав, видимо, тогда же был образован сельсовет, так как на 1940 год он уже существовал. По данным всесоюзная перепись населения 1939 года в селе проживало 244 человек.
В 1944 году, после освобождения Крыма от фашистов, согласно Постановлению ГКО № 5859 от 11 мая 1944 года, 18 мая крымские татары были депортированы в Среднюю Азию. Указом Президиума Верховного Совета РСФСР от 21 августа 1945 года Бай-Кият был переименован во Владимировку и Бай-Киятский сельсовет — в Владимировский. С 25 июня 1946 года Владимировка в составе Крымской области РСФСР. С начала 1950-х годов, в ходе второй волны переселения (в свете постановления № ГОКО-6372с «О переселении колхозников в районы Крыма»), в Черноморский район приезжали переселенцы из различных областей Украины. 26 апреля 1954 года Крымская область была передана из состава РСФСР в состав УССР. Время ликвидации сельсовета и включения в состав Межводненского пока не выяснено: на 15 июня 1960 года село уже числилось в его составе. Видимо после образования Далёковского сельсовета 1 октября 1966 года Владимировка вошла в его состав. По данным переписи 1989 года в селе проживало 388 человек. С 12 февраля 1991 года село в восстановленной Крымской АССР, 26 февраля 1992 года переименованной в Автономную Республику Крым. С 21 марта 2014 года — де-факто (см. Проблема принадлежности Крыма) в составе Республики Крым России.